# Theodor Bohumír Pařík
Theodor Bohumír Pařík (1. února 1881 Přibyslav – 28. ledna 1961 Ždírec) byl český profesor hudby, hudební skladatel a houslista.

## Život
Navštěvoval obecní a měšťanskou školu v Polné. Hudební základy, získané od jeho otce Františka, rozšířili jeho polenští učitelé hudby. V patnácti letech jej otec poslal za příbuznými do Štýrského Hradce, kde chodil do místní reálky a pokračoval ve studiu hudby u koncertního mistra Antonína Dvořáka. V roce 1906 se stal členem symfonického orchestru v Kolíně nad Rýnem, kde začal komponovat. V letech 1908 – 1970 působil v divadelním orchestru ve Frankfurtu nad Mohanem a ve vídeňském Tonkünstlerorchesteru Oskara Nedbala. V roce 1910 přešel do angažmá filharmonie v Lipsku, kde se brzy stal primáriem a následně zástupcem šéfdirigenta. Uspořádal několik turné po Evropě a Americe. Po návratu dirigoval několik orchestrů v Německu a Rakousku.
V roce 1915 narukoval do Velké Kaniže v Uhersku, kde vyučoval na místní vojenské reálce hudbu a upravoval skladby pro vojenské orchestry. Po vzniku Československa se vrátil na rok do Polné, poté odešel do Lublaně vyučovat na zdejší Státní konzervatoři hudby.
Pravděpodobně okolo roku 1918 ztratil kufr s nejcennějšími skladbami vlastní tvorby, což ho na dlouhou dobu ovlivnilo. V roce 1929 se natrvalo usídlil v Polné, kde dirigoval městský orchestr a vyučoval hudbě.
V 40. a 50. letech začal opět komponovat, přičemž na něj mělo dobrý vliv romantické a klidné prostředí v Polné. Složil 4 velké symfonie (D /1930/, G /1931/, c /1946/ a d /1947/, tři cykly symfonických básní - Země česká (1933), Jaro, Léto, Podzim, Zima (1943-1947), Česká epopej (1948-1952) a symfonickou báseň Přibyslav (1954).
V době protektorátu přijal nabídku německé posádkové služby na rozpis notových záznamů a pravděpodobně z vděčnosti složil hudební ódu na německou armádu, kvůli tomuto byl po válce obviněn z kolaborace. Na čas byl uvězněn a poté musel vykonávat veřejně prospěšné práce. Následkem této události zatrpkl a žil samotářským životem. Pouze příležitostně si zahrál s polenskou dixielandovou kapelou Melody Boys Miloslava Paříka. Zbytek života strávil od roku 1957 v ústavu pro přestárlé ve Ždírci, zde vytvořil smuteční skladbu Lidice, Sonátu pro housle a klavír a nedokončené oratorium Upoutaný Prometheus. Zbytek jeho hudební pozůstalosti sestávající především ze skic byl převezen do Městského muzea v Polné.

## Zajímavosti
Údajně zešedivěl ze dne na den během velké bouře na moři při návratu z amerického turné v roce 1910.
V posledních letech života psal notové záznamy svých děl z nouze po hostincích na rozevřené obaly cigaret zn. Partyzánka a Lípa inkoustovou tužkou.